# Ahmarien
Objets typiques
lames, coquillages, outillage en os
L'Ahmarien, ou encore la culture ahmarienne, est une culture archéologique datée de 46000 à 42000 avant le présent (calibré?) et qui se trouve au Levant, c'est-à-dire en Israël, Palestine, Liban, Syrie, Jordanie et Sinaï (Égypte). 
L'Ahmarien est attribué à Homo Sapiens et son industrie lithique est considérée comme la première commençant véritablement le Paléolithique supérieur : le débitage Levallois (issu du Moustérien) est encore pratiqué mais devient minoritaire par rapport au débitage laminaire (des lames sont produites en série à partir d'un même nucléus). On parle pour l'Ahmarien de "Paléolithique supérieur initial".
L'Ahmarien découle directement de l'Émirien dont il est une évolution locale. Sa relation au Protoaurignacien en Europe et à l'Aurignacien levantin, qui le suit, est vraisemblable mais discutée.

## Caractéristiques
- Pointes d'El-Wad

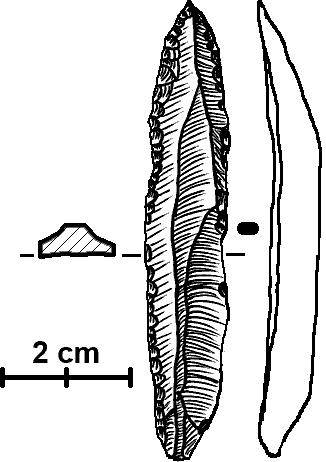
Pointe d'El-Wad.

- Présence de coquillages comme parure

## Restes humains
Un squelette complet d'un Homo sapiens juvénile (Ksar Akil 1 ou plus communément «Egbert») a été découvert dans le niveau XVII de Ksar Akil. Egbert était âgé de 7 à 9 ans au moment de son décès ; sa petite taille permet de supposer qu'il s'agit peut-être d'une jeune fille. Le fossile était couvert de rochers empilés et adossés à la paroi de l'abri, ce qui peut indiquer un enterrement délibéré. Le fossile d'Egbert a pu être daté assez précisément parce qu'associé à des coquilles : en 2013, la datation au radiocarbone de 20 coquilles et la modélisation bayésienne donnent un âge compris entre 40 800 à 39 200 ans avant le présent pour Egbert. Une autre datation proposée en 2015 donne 43 000 ans AP.

## Sites importants
- Erq el-Ahmar : site éponyme
- Ksar Akil XX-XV au Liban : l'industrie ahmarienne est dominée par la production de lames[4]. Ksar Akil livre également dans ces niveaux des coquilles percées (probablement utilisées comme pendentifs)[4].
- Yabrud II-III
- El-Wad
- Grotte de Kébara
- Grotte d'Üçağızlı (de) dans l'Hatay, on y trouve de nombreux outils en os et les coquillages perforés.
- Umm el Tlel en Syrie[5].
- Qafzeh